# Lápito
Lápito (em grego: Λάπηθος; em turco: Lapta) é uma cidade localizada no distrito de Cirénia, Chipre. De acordo com o censo de 2011, sua população era de 7 839 habitantes. Atualmente está sob controle do Chipre do Norte. 